# La obra de Juan Díaz (cuento de Ray Bradbury)
La obra de Juan Díaz (título original en inglés: The Life Work of Juan Díaz) es un cuento del escritor estadounidense Ray Bradbury publicado originalmente en la revista Playboy de septiembre de 1963.  Fue incluido en la antología de cuentos The Machineries of Joy (1964).
En este cuento, Bradbury retoma el tema de las momias de Guanajuato, que tanto le impresionara en su primer viaje a México y que ya trató en el cuento El siguiente en la fila publicado en su primer libro Dark Carnival (1947).

## Argumento
Juan Díaz lleva un año enterrado y su familia no puede pagar el alquiler de la tumba, por lo que el sepulturero decide exhumar su cadáver para hacer espacio en el cementerio. Momificado, lo coloca en una cripta con otras momias para ser exhibido a los turistas al precio de un peso. Filomena pide ayuda a su primo Ricardo, el jefe de policía, pero ni así logran cambiar el designio del enterrador.
Entonces Filomena recuerda las últimas palabras de su esposo en su lecho de muerte e idea un plan.

"Filomena, listen. I will be with you. Though I have not protected in life, I will protect in death. Though I fed not in life, in death I will bring food. 
Though I was poor, I will not be poor in the grave. This I know. This I cry out. This I assure you of. In death I will work and do many things. Do not fear. Kiss the little ones. Filomena. Filomena"...
Traducción
"Filomena, escucha. Estaré contigo. Aunque no te protegí en vida, te protegeré en la muerte. Aunque no te alimenté en vida, en la muerte te daré comida. Aunque fui pobre, no seré pobre en la tumba. Esto lo sé. Esto clamo. Esto te lo aseguro. En la muerte trabajaré y haré muchas cosas. No temas. Besa a los pequeños. Filomena. Filomena"...

## Adaptación televisiva

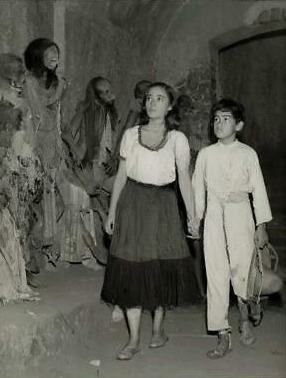
Pina Pellicer y Larry Domasin en una escena del episodio.

El cuento fue adaptado por el propio Bradbury para la serie televisiva The Alfred Hitchcock Hour. El episodio titulado The Life Work of Juan Diaz (T3 E4) fue emitido el 26 de octubre de 1964. Fue  dirigido por Norman Lloyd e interpretado por Alejandro Rey, Frank Silvera y Pina Pellicer.